# Eintracht Frankfurt
Az Eintracht Frankfurt labdarúgócsapat a németországi Frankfurtban.

## Történelem
Két 1899-ben alapított frankfurti klub, a Victoria és a Kickers egyesüléséből jött létre 1911-ben a Frankfurter Fussball-Verein, az Eintracht jogelődje. 1912-től 1914-ig három bajnoki címet szereztek a Nordkreis-Ligában. A német klub a labdarúgással szemben sokáig a tornát részesítették előnyben, de a húszas évekre ez már megváltozott, ekkortól vette fel az egyesület az Eintracht nevet. 1932-ben majdnem német bajnok lett, de végül nürnbergi döntőben június 12-én a Bayern München 2–0 arányban nyert Oskar Rohr és Franz Krumm góljaival. A nevezetes európai kupákban kétszer játszhatott döntőt, az 1960-as bajnokcsapatok Európa-kupája-döntőjében 7–3-ra kaptak ki a glasgowi Hampden Parkban a Real Madridtól, amelyben Puskás Ferenc a sorozat történetének egyetlen döntőbeli mesternégyesét jegyezte. Az 1967-es Intertotó-kupa-győztesei lettek, miután az Inter Bratislava együttesét 4–3-ra legyőzték. Az 1979–80-as UEFA-kupa-sorozatot is sikerült megnyerniük, az elődöntőre négy nyugatnémet klub maradt állva, de a Bayern Münchent és a Borussia Mönchengladbachot is legyőzték.
A kupát 1974-ben, 1975-ben, 1981-ben, 1988-ban és 2018-ban nyerték meg. A 2018–2019-es Európa-liga szezonban az elődöntőig meneteltek, az angol Chelsea ellen 2–2-es összesítéssel, büntetőkkel maradtak alul.
2022-ben a csapat megnyerte az Európa-ligát, miután a döntőben 1-1-es állás után tizenegyesekkel (5-4) legyőzték a skót Glasgow Rangers együttesét.

## Stadion
A Deutsche Bank Park Frankfurt városának legnagyobb labdarúgó arénája. 1925. május 25-én nyitotta meg kapuit Waldstadion néven, de azóta többször is felújították, legutóbb a 2006-os világbajnokság előtt. Befogadóképessége 58 000, ebből 38 000 ülőhely. Legmagasabb nézőszámát az 1959-es Eintracht Frankfurt–FK Pirmasens mérkőzésen érte el, a Waldstadionba akkor 81 000 néző látogatott ki.

## Címer

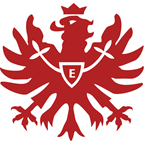
Az Eintrach címere 1945-1951 között.

Frankfurt város címeréből a büszke, koronás sas már az alapítástól kezdve ott feszítette szárnyait eleinte a Frankfurt FV, majd az Eintracht Frankfurt logóján. Az állandó köralapban a sas a színét és a formáját többször változtatta, fehér, fekete és piros alapon volt piros és fehér is, 1920-ban lekerült a fejéről a korona, 1999-ben pedig visszahelyezték. És az Eintracht szóra utaló E betű is ott virít a címerállat mellkasán.

## Eredményei

### Nemzeti szinten
- Német bajnok: 1
  - 1959

- Német (DFB) Kupa: 5
  - 1974, 1975, 1981, 1988, 2018

### Nemzetközi szinten
- Bajnokcsapatok Európa-kupája: 1
  - Döntős: 1960

- Intertotó-kupa: 1
  - Győztes: 1967

- UEFA-kupa / Európa-liga: 2
  - 1980, 2022
- Vásárvárosok kupája elődöntős: 1
  - 1967
- Kupagyőztesek Európa Kupája elődöntős: 1
  - 1976

## Jelenlegi keret
2025. Augusztus 18. szerint.
| #  |               | Poszt | Név                         |
| -- | ------------- | ----- | --------------------------- |
| 2  | Németország   | V     | Elias Baum                  |
| 3  | Belgium       | V     | Arthur Theate               |
| 4  | Németország   | V     | Robin Koch (csapatkapitány) |
| 5  | Svájc         | V     | Aurèle Amenda               |
| 6  | Dánia         | KP    | Oscar Højlund               |
| 7  | Németország   | KP    | Ansgar Knauff               |
| 8  | Algéria       | KP    | Farès Chaïbi                |
| 9  | Németország   | CS    | Jonathan Burkardt           |
| 13 | Dánia         | V     | Rasmus Kristensen           |
| 15 | Tunézia       | KP    | Iljász esz-Szhírí           |
| 16 | Svédország    | KP    | Hugo Larsson                |
| 17 | Franciaország | CS    | Elye Wahi                   |
| 18 | Németország   | KP    | Mahmoud Dahoud              |
| 19 | Franciaország | KP    | Jean-Mattéo Bahoya          |
| 20 | Japán         | KP    | Dóan Ricu                   |
| 21 | Németország   | V     | Nathaniel Brown             |
| 22 | USA           | V     | Timothy Chandler            |
| 26 | Franciaország | KP    | Éric Junior Dina Ebimbe     |

| #  |               | Poszt | Név                   |
| -- | ------------- | ----- | --------------------- |
| 27 | Németország   | KP    | Mario Götze           |
| 29 | Franciaország | V     | Niels Nkounkou        |
| 30 | Belgium       | CS    | Michy Batshuayi       |
| 31 | USA           | KP    | Paxten Aaronson       |
| 32 | Németország   | CS    | Jessic Ngankam        |
| 33 | Németország   | K     | Jens Grahl            |
| 34 | Németország   | V     | Nnamdi Collins        |
| 35 | Horvátország  | V     | Hrvoje Smolčić        |
| 36 | Portugália    | V     | Aurélio Buta          |
| 37 | Németország   | KP    | Jeremiaha Maluze      |
| 38 | Németország   | KP    | Ebu Bekir Is          |
| 39 | Németország   | K     | Amil Šiljević         |
| 40 | Brazília      | K     | Kauã Santos           |
| 41 | Mali          | V     | Fousseny Doumbia      |
| 42 | Törökország   | KP    | Can Uzun              |
| 44 | Ecuador       | V     | Davis Bautista        |
| 45 | USA           | KP    | Marvin Dills          |
| 47 | Magyarország  | KP    | Noah Fenyő            |
| 48 | Spanyolország | CS    | Junior Awusi          |
| 49 | Spanyolország | V     | Derek Boakye Osei     |
| 50 | Németország   | CS    | Alessandro Gaul Souza |